# Ars Nova Copenhagen
Ars Nova Copenhagen est un ensemble vocal danois spécialisé dans l'interprétation de musique chorale polyphonique de la Renaissance et de la période contemporaine. 
Il a été fondé en 1979 par plusieurs personnes dont le compositeur Bo Holten. En 1996, le chef d'orchestre hongrois Tamás Vető a été nommé chef d'orchestre par les chanteurs du groupe et Holten a fondé son propre ensemble, Musica Ficta. Ars Nova Copenhagen est désormais dirigé par Paul Hillier, et collabore régulièrement avec son ensemble Theatre of Voices. 
Une critique du Guardian le considérait en 2017 comme « un des meilleurs ensembles polyphoniques au monde ». 

## Discographie
Musique de la Renaissance et de la période baroque
- Josquin Desprez, Missa de beata virgine, Vocal Group Ars Nova & Bo Holten, Kontrapunkt
- Pierre de la Rue, Requiem, Giaches de Wert, 5 Motets, Vocal Group Ars Nova & Bo Holten, Kontrapunkt 32001.
- Pierre de la Rue, Missa L'Homme Arme, Nicolas Gombert, Lugebat David Absalon, Musae Jovis, Vocal Group Ars Nova & Bo Holten, Kontrapunkt 32008
- Nicolas Gombert, Sacred Music, Vocal Group Ars Nova & Bo Holten, Kontrapunkt 32038
- Thomas Tallis, Felix Namque (I), Felix Namque (II), O Nata Lux Salvator Mundi, The Lamentations Of Jeremiah I, The Lamentations Of Jeremiah II, Videte Miraculum, Vocal Group Ars Nova & Bo Holten avec Lars Ulrik Mortensen (clavecin), Kontrapunkt 32003
- Roland de Lassus, Lagrime di San Pietro, Vocal Group Ars Nova & Bo Holten, Naxos, 1995
- Portuguese Polyphony (Manuel Cardoso, Pedro de Escobar, Manuel da Fonseca, Duarte Lobo), Vocal Group Ars Nova & Bo Holten, Naxos, 1995
- Mogens Pedersøn, Sacred Music From The court Of Christian IV : 3 Hymns from Pratum Spirituale. Ad Te Levavi Oculos Meos. Missa Quinque Vocum, John Dowland, Thou Mighty God, Vocal Group Ars Nova & Bo Holten, Kontrapunkt 32100
- John Taverner, Taverner & Tudor Music I - The Western Wind, Ars Nova Copenhagen & Paul Hillier, Ars Nova Records, 2006
- John Taverner, Taverner & Tudor Music II - Gloria tibi Trinitas, Ars Nova Copenhagen & Paul Hillier, Ars Nova Records, 2008
- Heinrich Schütz, The Complete Narrative Works : Lukas-Passion SWV 480 (1666), Auferstehungshistorie SWV 50 (c. 1623), Weihnachtshistorie SWV 435 (c. 1660), Die Sieben Worte, SWV 478 (before 1658), Johannes-Passion, SWV 481 (1666), Matthäus-Passion, SWV 479 (1666), Ars Nova Copenhagen & Paul Hillier, 4 CD, Dacapo, 2011
- Plain-chant, The Christmas Story, Ars Nova Copenhagen, Theatre of Voices & Paul Hillier. Harmonia Mundi, 2011

Musique de la période romantique
- Julens Sange - Christmas songs, Vocal Group Ars Nova & Bo Holten, Exlibris
- Årstidernes sange, Vocal Group Ars Nova & Bo Holten, Exlibris
- Carl Nielsen, Songs, Vocal Group Ars Nova & Bo Holten, Exlibris
- Fædrelandssange, Vocal Group Ars Nova & Tamás Vetö, Exlibris
- The Golden Age of Danish Partsongs (Nielsen, Kuhlau, Weyse, Hartmann, Gade, Laub, Heise, Schultz et Nørholm), Ars Nova Copenhagen & Paul Hillier, Dacapo, 2014

Musique de la période contemporaine
- Bo Holten, Sønderjysk Sommer Symfoni, Vocal Group Ars Nova & Bo Holten, Exlibris
- Per Nørgård, Den Foruroligende Ælling, Vocal Group Ars Nova & Ivan Hansen, Exlibris
- New Music For Choir (Hans Abrahamsen Universe Birds, Pelle Gudmundsen-Holmgreen, Konstateringer, Bo Holten, Grundtvig Motets, Per Nørgård, Wie Ein Kind, Poul Ruders, 2 Motets, Sven-David Sandström, En Ny Himmel Och En Ny Jord), Vocal Group Ars Nova & Bo Holten, Kontrapunkt 32016
- Ib Nørholm, Elverspejl, Pavlovski, Resmark, Hoyer, Vocal Group Ars Nova & Frans Rasmussen, Kontrapunkt, 1996
- Bo Holten, Orfeo-Fragmenter I-VI, Niels Rosing-Schow, Sommerfugledalen, Exlibris 30055, 1996
- Ib Nørholm, Choral Works (Americana op. 89, MacMoon Songs III op. 154, Sjaefuld Sommer op. 146, 3 Lieder, Fuglene op.129, Vocal Group Ars Nova, Danish Chamber Players & Tamás Vetö, Dacapo
- Pelle Gudmundsen-Holmgreen, Works for Voices and Instruments, Vocal Group Ars Nova, Athelas Sinfonietta Copenhagen & Ivan Hansen, Dacapo
- Per Nørgård, Singe die Gärten (Works for Choir I), Vocal Group Ars Nova & Tamás Vetö, Dacapo
- Per Nørgård, Mythic Morning - Works for Choir II, Vocal Group Ars Nova & Tamás Vetö, Dacapo, 2005
- Rued Langgaard, Rose Garden Songs, Vocal Group Ars Nova & Tamás Vetö, Dacapo
- Terry Riley, In C, Ars Nova Copenhagen & Paul Hillier, Ars Nova Records, 2006
- Per Nørgård, Lygtemaendene tager til byen, Dam-Jensen, Kihlberg, Gjerris, Henning-Jensen, Jensen, Ars Nova Copenhagen, Danish National Symphony Orchestra & Thomas Dausgaard, Dacapo
- Svend Nielsen, Sommerfugledalen, Ars Nova Copenhagen & Tamás Vetö, Dacapo 2007
- David Lang, The little Match Girl Passion, Theatre of Voices, Ars Nova Copenhagen & Paul Hillier, Harmonia Mundi, 2009
- Pelle Gudmundsen-Holmgreen, The Natural World of Pelle Gudmundsen-Holmgreen, Ars Nova Copenhagen & Paul Hillier, Dacapo, 2010
- A Bridge of Dreams (Lou Harrison), Mass for Saint Cecilia's Day (Ross Edwards, 1983), Sacred Kingfisher Psalms (Jack Body, 2009), Five Lullabies (Liu Sola, 1989) The Seafarer (Anne Boyd, 2009, sur un texte de Kevin Crossley-Holland), As I crossed a bridge of Dreams (Andrew Lawrence-King, 1975), Ars Nova Copenhagen & Paul Hillier, Ars Nova Records, 2011
- Arvo Pärt, Creator Spiritus, Ars Nova Copenhagen & Paul Hillier, Harmonia Mundi, 2012
- Bent Sørensen / Johannes Ockeghem, Fragments of Requiem, Ars Nova Copenhagen & Paul Hillier, Dacapo, 2012
- John Cage, The Complete John Cage Edition Volume 18: The Choral Works 1, Ars Nova Copenhagen & Paul Hillier, Mode Records
- Axel Borup-Jørgensen, Carambolage: Works for ensemble and voice, Århus Sinfonietta, Ars Nova Copenhagen, Søren Kinch Hansen, Dacapo, 2014
- Pablo Ortiz, Gallos y Huesos | Notker, Ars Nova Copenhagen et Paul Hillier, Orchid Records, 2015